# Letona (Álava)
Letona es un concejo del municipio de Cigoitia, en la provincia de Álava, España.

## Historia
Hacia mediados del siglo XIX, el lugar, ya por entonces perteneciente a Cigoitia, tenía contabilizada una población de 52 habitantes. Aparece descrito en el décimo volumen del Diccionario geográfico-estadístico-histórico de España y sus posesiones de Ultramar de Pascual Madoz con las siguientes palabras:

LETONA: l. del ayunt. de Cigoitia, en la prov. de Alava, part. jud. de Vitoria (1 1/2 leg.), aud. terr. de Burgos (21) c. g. de las Provincias Vascongadas y dióc. de Calahorra (20.) sit. en las faldas de los montes de Zarandona; clima sano; reinan los vientos N. y O. y se padecen enfermedades estacionales. Tiene 16 casas, igl. parr. (S. Andrés), servida por dos beneficiados perpétuos, uno de ellos con título de cura y ambos de presentacion del cabildo; cementerio al N. y cerca de la igl., una ermita, (la Concepcion), y para el surtido del vecindario una fuente de aguas potables. El térm. que se estiende de N. á S. 1/2 leg., é igual dist. de E. á O., confina N. Zaitegui; E. Berricano; S. Echavarri, y O. Domaiquia; comprendiendo en su circunferencia varias ruinasq ue demuestran haber sido mayor pobl. en lo antiguo, un monte poblado de quejigos y un paseo inmediato á la fuente con varios nogales. El terrm. es de buena calidad; le atraviesa y baña un riach. que baja de los montes de Gorbea, para incorporarse al Zalla. caminos: los locales, en regular estado: la correspondencia se recibe de Vitoria. prod.: toda clase de granos especialmente trigo y cebada; cria de ganado vacuno y caballar: caza de perdices. ind. Ademas de la agricultura y ganadería, hay un molino harinero. pobl. 13 vec., 52 almas. riqueza y contr. con su ayunt. (V.).
(Madoz, 1847, p. 270)

En 2022, tenía empadronados 41 habitantes.

## Demografía
| Gráfica de evolución demográfica de Letona entre 2000 y 2017 |
|                                                              |
| Población de derecho según los censos de población del INE.  |

## Patrimonio
Hay en el concejo una iglesia de San Andrés.